# Aclerdidae
Aclerdidae Cockerell è una piccola famiglia di insetti appartenente all'ordine dei Rincoti Omotteri, superfamiglia Coccoidea. È rappresentata in tutte le regioni zoogeografiche, con una maggiore concentrazione nel Neartico.

## Descrizione
Le femmine hanno il corpo appiattito, di forma ovoidale e di colore variabile dal rosa al rosso-bruno, spesso carenato dorsalmente; le dimensioni possono essere rilevanti rispetto a quelle della maggior parte delle cocciniglie. Nella maggior parte delle specie la produzione di cera è ridotta, perciò il corpo è generalmente nudo, con piccoli ammassi di cera sotto l'insetto o sopra il capo. Fa eccezione la neanide di 2ª età, che si sviluppa sotto uno scudetto, di consistenza delicata, in modo simile a quanto avviene nella maggior parte delle cocciniglie. Le antenne sono ridotte ad un tubercolo composto da un solo segmento e le zampe sono assenti. Fra gli elementi morfologici che risaltano nella maggior parte della famiglia ricorrono la presenza di una fila di setole brevi di forma conica lungo il margine del corpo, il margine posteriore solcato e l'apertura anale sormontata da una lamina.

## Biologia
La biologia degli Aclerdidae è poco conosciuta in quanto si tratta di specie poco appariscenti e che tendono a mimetizzarsi. Sono generalmente associate a piante erbacee della famiglia delle Graminaceae o, meno frequentemente, ad altre Monocotiledoni e si insediano sulle foglie o all'interno delle guaine fogliari. Nel complesso si tratta di cocciniglie poco dannose e di scarsa importanza economica.
Il ciclo biologico si svolgerebbe con una generazione l'anno e lo sviluppo postembrionale si completerebbe attraverso tre stadi nella femmina e quattro nel maschio.

## Sistematica
La famiglia comprende circa sessanta specie, ripartite in 5 generi, di cui quello più ricco è Aclerda:
- Aclerda
- Kwazuluaclerda
- Lecanaclerda
- Nipponaclerda
- Rhodesaclerda

In Italia è accertata solo la presenza della specie Aclerda berlesei, associata alla canna comune, presente nel sud della penisola e in Sicilia. Le femmine raggiungono dimensioni del corpo dell'ordine di un centimetro e vivono protette all'interno delle guaine fogliari.